# 星界死者之书
《星界死者之書》（另譯《鏖戰星球》）是2007年4月3日在東京電視台放映的機器人動畫作品。

## 故事簡介
2031年，人類社會繁榮，出現了異形生命體哈迪安，突如其來的哈迪安迅速繁殖，並對人類展開攻擊。為了保護人類，成立了國際防衛組織N.I.D.F（Neo International Defence Force）。

## 出場人物
哀羽愁（配音員：小野大輔）
故事的男主角，死者之書的傳承者（只能有一人）。
巴鲁达（配音員：明坂聰美）
死者之書的仆人，精靈三人娘之一，之前為救哀羽失去了大部分戰鬥力以及隱身能力，目前實體化，稱呼哀羽為「失格者」（不合格者）。
巴列（配音員：井口裕香）
破壞神，精靈三人娘之一，負責進行攻擊，之前為救哀羽，失去了一半戰鬥力，不過仍然能隱身，也能實體化，同樣稱呼哀羽為「失格者」。
巴罗（配音員：渡邊明乃）
守護神，精靈三人娘之一，負責進行防御，之前為救哀羽，失去了一半戰鬥力，不過仍然能隱身，也能實體化，同樣稱呼哀羽為「失格者」。
七生愁（配音員：中村悠一）
因為跟哀羽愁的名字發音相同，所以大家都稱呼姓氏七生，并沒有被反噬，僅次于哀羽但是沒有成為傳承者。
流姬那由乃（配音員：水樹奈奈）
故事的女主角，哀羽的戀人，N.I.D.F.科學研究主任，后來被七生救起照顧，目前在被任命為N.I.D.F.科學主任之后的記憶全部喪失。
流姬那乃亞（配音員：遠藤綾）
由乃的妹妹，N.I.D.F.科學班候補生，被邀前往龍宮城。最后存活，并成为一名科学家。
伊耶拉（配音員：渡邊明乃）
原N.I.D.F.駕駛員訓練生，乃亞的伙伴。
猪尾亞久里（配音員：川田紳司）
小隊中第一個犧牲者，但因為自身的強烈怨念，反噬了哈迪安（俗称“反噬者”），在第六話尾復活并向哀羽報仇，但被哀羽消滅。
出門狼騎（配音員：乃村健次）
小隊隊長，喜歡讓人按自己的意志行動，但是給他人的承諾從來沒有兌現過，反噬者。
沙沙羅樹（配音員：甲斐田裕子）
小隊成員，在一次事故中瀕死，被父親救為世界上第二例成功的全自控強化改造人（可以徒手打倒哈迪安并與傳承者對抗），因此怨恨父親沙沙羅教授。抱著求死之心參加N.I.D.F.擔任駕駛員，是唯一成功獨力從哈迪安體內逃脫的人。之后與哀羽決戰，被打敗，自殺不果，被七生救起。
桐井冬音（配音員：井上麻里奈）
小隊成員，很少與人溝通的少年，反噬者，最後和自己喜歡的女孩（正體是哈迪安）
燻京香（配音員：弓場沙織）
N.I.D.F.的創辦人又是玲的母親。在2031年豪華客船セイレーンⅡ世號遇難的唯一倖存者。
真崎（配音員：小西克幸）
京香的貼身保鏢，真實身份應該是世界上第一例成功的全自控強化改造人。
玲（配音員：柚木涼香）
京香的秘書。真實身份是京香的女兒（死者之書致京香受孕生下玲），人類和死者之書的混血兒，哈迪安化（也是人類和哈迪安之間溝通的橋梁，哈迪安具體只是在死者之書戰爭中的產物，如果傳承者戰敗，該種族會全部變成哈迪安而滅絕），擁有相同波動的第四人。最后被哀羽消灭。
巴鲁达等三人娘靠近其附近一定范围内会失去行动能力与作战能力

## 製作人員
- 企劃：國崎久德、佐藤道明
- 原作：長岡康史、Satelight→Satelight、World Business Enterprise
- 總監督／系列構成：長岡康史
- 監督：長岡康史→佐藤英一
- 副監督：神戶洋行
- 人物設定：田中雄一→すしお
- 機械設定：河森正治
- 設計工作：森木靖泰、高倉武史
- 美術設定：Thomas Romain
- 美術監督：Lee Seo Gu
- 色彩設計：中山久美子、永濱由紀子
- 撮影監督：葛山剛士
- CGI導演：井野元英二
- 編集：衛藤太志
- 音響監督：明田川仁
- 音樂：II MIX Δ DELTA
- 製作：島村和明、長谷部大樹
- 動畫製作：SATELIGHT Inc.
- 製作：Project NES、Bandai Visual、Satelight、コピーライツバンク

## 主題曲
片頭曲1（第1話～21話）（第25話～26話）
第15话开始 OP画面改变
作詞、作曲：ジョー・リノイエ
編曲、歌：Two-Mix Δ DELTA
CD於2007年7月4日發行
片頭曲2（第22話～24話）
作詞：永野椎菜
作曲：高山南
編曲、歌：Two-Mix Δ DELTA
CD於2007年9月14日發行預定
片尾曲1（第2話～18话）
アーティスト：
作詞：STEPHANIE、mabie
作曲：
編曲：、長岡成貢
CD於2007年5月30日發行
片尾曲2（第19話～26話）
アーティスト：
作詞：STEPHANIE&矢住夏菜
作曲：
編曲：、長岡成貢
CD於2007年8月29日發行

## 各話標題
1. 終焉
2. 虚身
3. 友輩
4. 炎幻（意外多出的總結篇）
5. 深淵
6. 斷罪
7. 同死
8. 過刻
9. 影雄
10. 咎人
11. 碧雪
12. 凍海
13. 明暗
14. 再離
15. 風搖
16. 胎慟
17. 拒溶
18. 嘘溝
19. 離結
20. 砕愛
21. 英屍
22. 狂奏
23. 妄蒐
24. 光姬
25. 無眩
26. 始曉

## 播放電視台
日本深夜動畫：下文記載的日本国内播放時間使用日本標準時間（UTC+9）表示。因為部分時間标识會採用30小时制，因此請留意这类超过24:00的时间，其實際播放時間為翌日清晨。
| 播放地域      | 電視台       | 播放開始                     | 播放星期及播放時間（UTC+9） | 播放區分     |
| ------------- | ------------ | ---------------------------- | --------------------------- | ------------ |
| 东京都        | 东京電視台   | 2007年4月3日－2007年9月25日  | 星期二 26時00分～26時30分   | 东京电视台系 |
| 福冈縣        | TVQ九州放送  | 2007年4月5日－2007年9月27日  | 星期四 26時48分～27時18分   | 东京电视台系 |
| 大阪府        | 大阪電視台   | 2007年4月7日－2007年9月29日  | 星期六 24時05分～24時35分   | 东京电视台系 |
| 愛知縣        | 愛知電視台   | 2007年4月10日－2007年10月2日 | 星期二 25時08分～25時38分   | 东京电视台系 |
| 冈山縣 香川縣 | 濑户内電視台 | 2007年4月10日－2007年10月2日 | 星期二 26時43分～27時13分   | 东京电视台系 |
| 北海道        | TV北海道     | 2007年4月10日－2007年10月2日 | 星期二 26時30分～27時00分   | 东京电视台系 |

## 制作相关
大约在第三话内容完成以后，身为总监督、系列构成的负责人长冈康史，据说是不满于作画。无故离开制作组，现未知去向。由此导致整个制作组大乱，监督佐藤英一名义上接替了长冈康史的职务。但其实现时负责整个片子制作的是任副监督的神户洋行一个人在独力支撑。同时，主赞助商在此之后一同放弃了赞助计划。目前处于无赞助状态。
本作預計於2011年9月26日，在日本地區發售藍光BOX。

## 外部連結
- （日語） KISS DUM （页面存档备份，存于）
- （日語） テレビ東京・あにてれ　キスダム -ENGAGE Planet- （页面存档备份，存于）